# Phố Hàng Gai

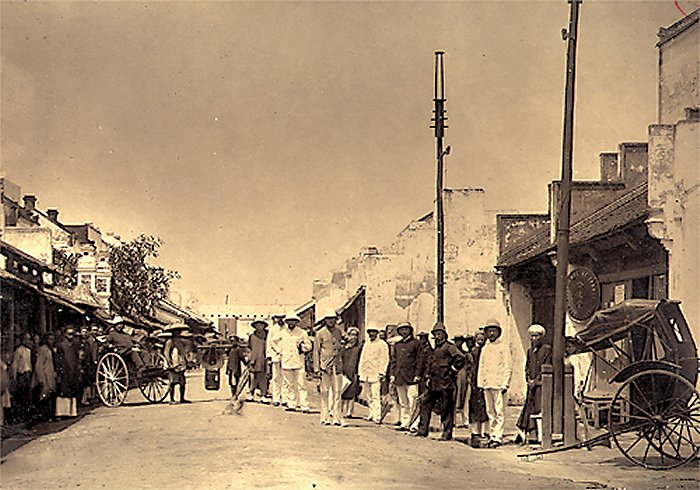
Phố Hàng Gai đầu thế kỷ XX, gọi là Rue du Chanvre

Hàng Gai là một con phố thuộc quận Hoàn Kiếm, trong khu phố cổ Hà Nội, đi từ quảng trường Đông Kinh Nghĩa Thục đến phố Hàng Bông. Phố Hàng Gai có chiều dài 252 mét.

## Lịch sử
Phố Hàng Gai nguyên là đất phường Đông Hà (nửa phố phía Đông) và phố Cổ Vũ (nửa phố phía Tây), đều thuộc tổng Tiền Túc (sau đổi thành tổng Thuận Mỹ) huyện Thọ Xương cũ. Phố ngày nay thuộc phường Hàng Gai, quận Hoàn Kiếm.
Ở phố này có hai ngôi đình cổ: đình Đông Hà ở số nhà 46, thờ Quý Minh là một người con của Sơn Tinh, có công chống Thủy Tinh; đình Cổ Vũ ở số nhà 85 thờ Bạch Mã cùng Linh Lang. Tuy vậy hai ngôi đình này cho tới nay đã bị biến thành nhà tư và trường mẫu giáo.
Phố Hàng Gai đời xưa chuyên bán các thứ dây gai, dây đay, võng, thừng...Nhưng từ thế kỷ XIX, nghề in sách đã du nhập vào con phố này. Nhiều cửa hàng khắc ván, in sách và bán sách mở ra, đã đẩy các hàng bán dây gai lên phường Đông Thành, phố Bát Đàn.
Tên phố thời Pháp thuộc là rue de Chanvre nơi đặt hai dinh sở lớn là Dinh Kinh lược sứ Bắc Kỳ ở số 79-83 và Dinh công sứ Pháp đối diện ở số 80.

## Các tuyến xe buýt chạy qua
Trước đây có các tuyến 09, 14 đi qua, nhưng từ năm 2011 cả hai tuyến buýt này không còn đi qua đây nữa, hiện tại chỉ có tuyến 31 đi phân đoạn đầu từ Lương Văn Can đến Hàng Trống.